# Stemma della Namibia
Lo stemma della Namibia raccoglie numerosi simboli nazionali. Al centro si trova uno scudo con i colori della bandiera nazionale. Sopra lo scudo è rappresentata un'aquila pescatrice africana che tiene una fascia ornata di diamanti, una delle maggiori ricchezze del paese. Ai lati della scudo si trovano due orici, animale nazionale della Namibia, considerate simboli di eleganza, coraggio e orgoglio. Sotto lo scudo c'è una rappresentazione stilizzata di una pianta endemica del deserto del Namib, la Welwitschia mirabilis, simbolo di forza e longevità. L'estremità inferiore dello stemma è costituita dal cartiglio col motto nazionale Unity, Liberty, Justice (in inglese: "Unità, Libertà, Giustizia").